# Acasis unicolorata
Acasis unicolorata là một loài bướm đêm trong họ Geometridae.